# Владислав I
Йоан Владислав I (на среднобългарски: † Іѡан Владислав), наричан още Влайку Войвода (Вода) (на румънски: Vlaicu Vodă), е владетел на Влашко между 1364 и 1377 г. Син е на владетеля Никола Александър Басараб и брат на войводата Йоан Радул I.  Леля му – Теодора Басараб е първата съпруга на Иван Александър и царица на България. Сестрата на Владислав и Радул – Анна Басараб, е омъжена за видинския цар Иван Срацимир. Тя е майка на цар Константин II Асен и на кралица Доротея Българска, съпруга на Твърдко I Котроманич.

## В помощ на Видинското царство
През 1365 г. унгарският крал Лудовик I Анжу, напада Видинското царство и присъединява земите му към Унгария. Видинският цар Иван Срацимир е пленен и заедно със сестрата на Влайку – Анна е затворен в хърватския замък Хумник. През 1367 г. под егидата на Иван Александър се формира православна коалиция срещу Унгария имаща за цел освобождението на Видин. В нея освен Търновското царство, влизат още добруджанският деспот Добротица и влашкият войвода Владислав, който е шурей на Срацимир. До решителни действия се стига в края на 1368 г., когато войските на Влайку, предвождани от брат му Раду превземат Видин и освобождават цялата територия на Видинското царство. За помощта оказана на Иван Александър, Влайку получава сумата от 180 000 венециански флорини, които са заплатени като откуп от византийския император Йоан V Палеолог, задържан от българите. Така през 1369 г. е подписано споразумение между Унгария и България, според което се възстановява Видинското царство, а Иван Срацимир е върнат на трона във Видин. Влашкото войводство също подписва мирно споразумение с Унгария, с което се признава за васал на крал Лудовик I Анжу, но в замяна получава няколко владения, сред които Фъгъраш и Дробета - Турну Северин. В края на 1369 г. Владислав отблъсква успешно първото нападение на османците отвъд Дунав във влашките земи.

## Семейство
Владислав I има брак с Кера Ана (Керана) от която има една дъщеря Слава